# Podsieczki
Podsieczki (lit. Paskynai) – kolonia na Litwie, w okręgu wileńskim, w rejonie wileńskim, w gminie Bezdany, przy linii kolejowej Nowa Wilejka – Turmont.
Dawniej uroczysko.